# 바란 (2001년 영화)
바란(Baran)은 이란에서 제작된 마지드 마지디 감독의 2001년 드라마, 멜로/로맨스 영화이다. 후세인 아베디니 등이 주연으로 출연하였다.

## 출연

### 주연
- 후세인 아베디니
- 레자 나지

## 같이 보기
- 마지드 마지디
- 천상의 소녀